# Magallanes (Agusan del Norte)
Magallanes ist eine philippinische Stadtgemeinde in der Provinz Agusan del Norte.

## Geografie
Sümpfe sind charakteristisch für einen Großteil der Stadtgemeinde. Magallanes liegt an der Mündung der beiden großen Flüsse der Provinz Agusan del Norte, dem Agusan und dem Baug. Ein Großteil des Gebiets liegt unter dem Meeresspiegel, der zentrale Ort ist daher durch Deiche geschützt. Nach Nordwesten hin steigt das Land bis auf 99 m über dem Meeresspiegel am Mount Taod-oy und 162 m über dem Meeresspiegel am Mount Panaytayon an.

## Barangays
Magallanes ist politisch unterteilt in acht Barangays. Sechs dieser Barangays liegen auf dem Festland. Sieben liegen an der Küste und eines im Binnenland.
- Buhang
- Caloc-an
- Guiasan
- Poblacion
- Taod-oy
- Marcos
- Santo Niño
- Santo Rosario